# Observatorium Roque de los Muchachos

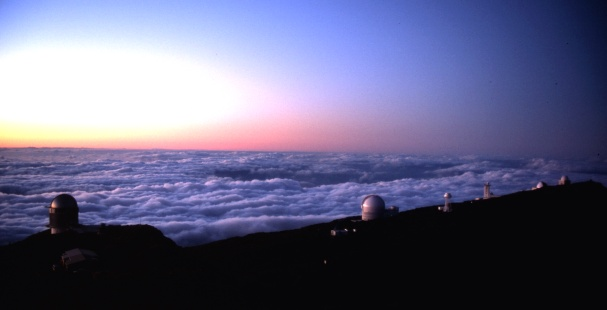
Telescopen op het observatorium, bij zonsondergang. Te zien zijn o.a. de Nordic Optical Telescope en de Isaac Newton Group of Telescopes (ING).

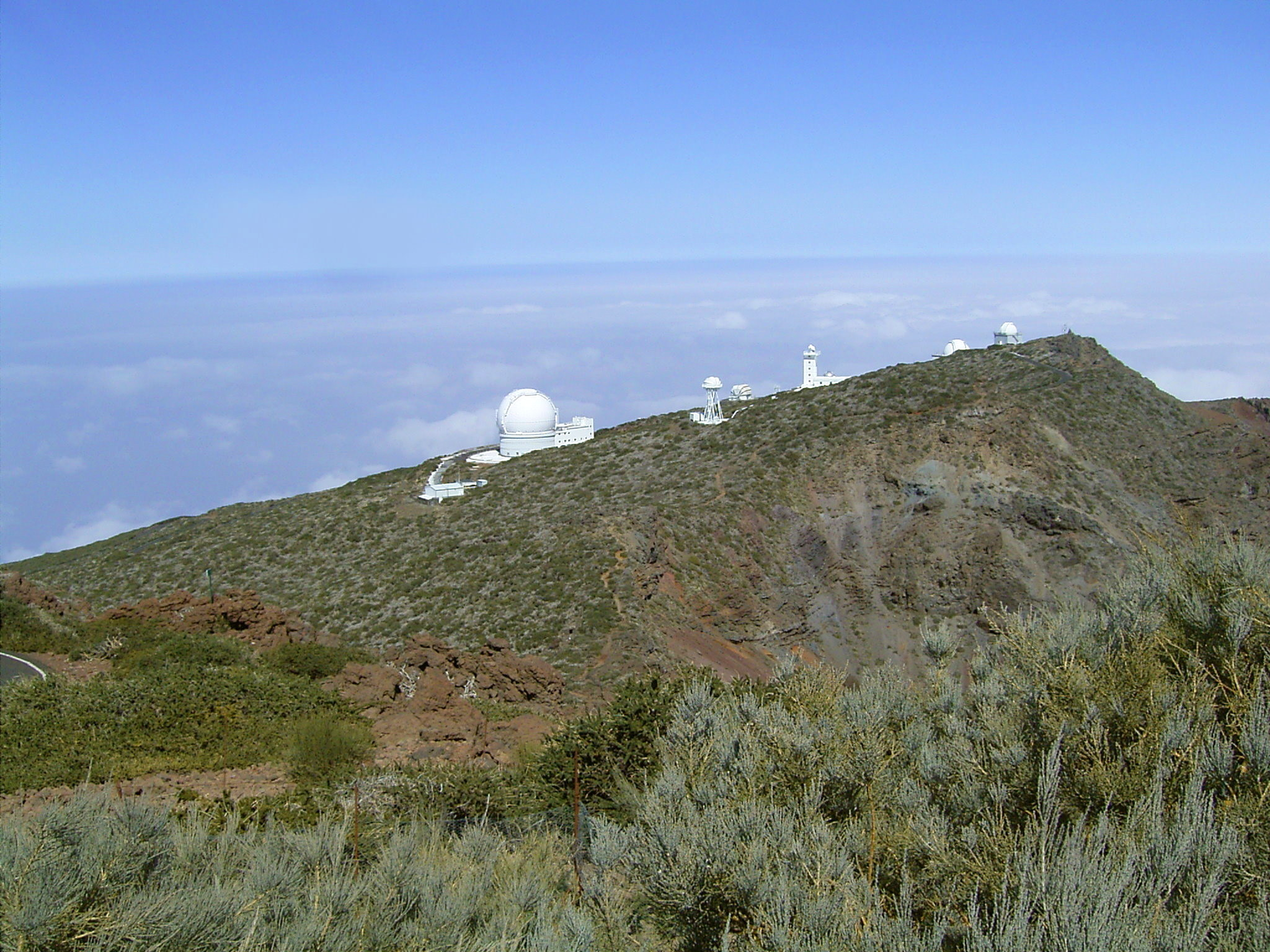
Observatorium Roque de los Muchachos

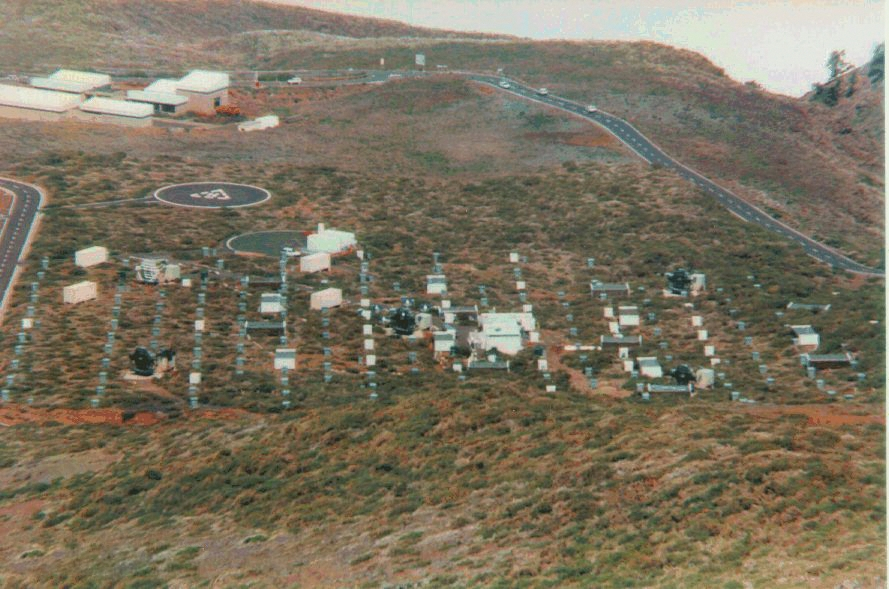
Verschillende helikopterlandingsplaatsen, aangelegd voor de openingsceremonie, zijn nu zichtbaar onder het inmiddels afgebroken HEGRA Array

Het Observatorium Roque de los Muchachos (Spaans: Observatorio del Roque de los Muchachos, ORM) is een astronomisch observatorium in de gemeente Garafía op het eiland La Palma in de Canarische Eilanden. Het observatorium wordt geëxploiteerd door het Instituto de Astrofísica de Canarias, dat op het nabije Tenerife is gevestigd. Het maakt deel uit van het European Northern Observatory.
Volgens statistische gegevens over seeing ('trilling' van het beeld door een turbulente atmosfeer) is dit op een na de beste plaats voor astronomisch onderzoek in zichtbaar en infrarood licht op het noordelijk halfrond, ná het Mauna Kea-observatorium op Hawaï. Hier bevinden zich enkele van de beste astronomische faciliteiten van het noordelijk halfrond, waaronder een Zweedse 1m-zonnetelescoop met adaptieve optiek, die van alle telescopen de hoogste resolutie biedt voor beelden van de zon, en verder de Gran Telescopio Canarias, momenteel (juli 2009) ’s werelds grootste optische telescoop met één apertuur.
Het observatorium Roque de los Muchachos was een van de belangrijkste kandidaten voor de toekomstige European Extremely Large Telescope (E-ELT), een telescoop van 42 m waarvoor de ESO plannen heeft. Eind april 2010 werd echter bekendgemaakt dat deze telescoop op de Cerro Armazones in de Chileense Andes gebouwd zal worden.

## Geschiedenis
Het observatorium begon met de Isaac Newton Telescope, die door het Koninklijk Observatorium van Greenwich in Herstmonceux (Engeland) was overgebracht naar La Palma. De verhuizing leverde veel problemen op, en achteraf gezien was het goedkoper geweest een nieuwe telescoop te bouwen dan een bestaande te verhuizen.
Het observatorium werd geopend in Santa Cruz de la Palma door vertegenwoordigers van Spanje, Zweden, Denemarken en het Verenigd Koninkrijk. Later traden nog meer landen toe, namelijk Duitsland, Italië, Noorwegen, Nederland, Finland, IJsland en de Verenigde Staten. Het observatorium werd officieel in gebruik genomen op 29 juni 1985 door de Spaanse koninklijke familie en zes Europese staatshoofden. Er waren zeven helikopterlandingsplaatsen aangelegd om de hoogwaardigheidsbekleders comfortabel te laten arriveren.
In 1997 is een van de gammastralingstelescopen door een brand op de berghelling beschadigd geraakt. Maar de brand in september 2005 heeft geen ernstige schade aan gebouwen of telescopen veroorzaakt.

## Telescopen op het observatorium
| - Dutch Open Telescope (DOT) - Isaac Newton Telescope (INT) - William Herschel-telescoop (WHT) - Mercatortelescoop | - MAGIC (telescoop) - Gran Telescopio Canarias (GTC) - Telescopio Nazionale Galileo (TNG) - Nordic Optical Telescope (NOT) | - Liverpool Telescope - Swedish Solar Telescope (SST) - Jacobus Kapteyn Telescope - Carlsberg Meridian Telescope | - SuperWASP - HEGRA |

### Overzicht telescopen
| Optische telescopen groter dan 4 meter                                                                                                  | Optische telescopen groter dan 4 meter | Optische telescopen groter dan 4 meter | Optische telescopen groter dan 4 meter                 | Optische telescopen groter dan 4 meter      | Optische telescopen groter dan 4 meter |
| Naam | Diameter (m)                           | Spiegel                                | Nationaliteit van de sponsors                          | Locatie                                     | In gebruik                             |
| --- | -------------------------------------- | -------------------------------------- | ------------------------------------------------------ | ------------------------------------------- | -------------------------------------- |
| A. "Extreem grote telescopen" (diameter > 20 m):                                                                                        |                                        |                                        |                                                        |                                             |                                        |
| Extremely Large Telescope (ELT) | 39,3                                   | 798 segm. à 1,45 m                     | ESO-landen                                             | Cerro Armazones, Chili                      | gepland ca. 2027                       |
| Thirty Meter Telescope (TMT) | 30                                     | 492 segm. à 1,4 m                      | VS, Canada, Japan, China                               | Mauna Kea-observatorium, Hawaï              | gepland ?                              |
| Giant Magellan Telescope (GMT) | 24,5                                   | 7 spiegels à 8,4 m                     | VS, Australië, Korea                                   | Las Campanas-observatorium, Chili           | gepland ca. 2030                       |
| B. Overige telescopen groter dan 4 meter:                                                                                               |                                        |                                        |                                                        |                                             |                                        |
| Very Large Telescope 1 t/m 4 | 4 × 8,2 = 32,8                         | 4 × enkel                              | ESO-landen + Chili                                     | Paranal-observatorium, Chili                | 1998-2001                              |
| Keck-telescopen I en II | 2 × 10 = 20                            | gesegmenteerd                          | VS                                                     | Mauna Kea-observatorium, Hawaï              | 1993, 1996                             |
| Large Binocular Telescope (LBT) | 2 × 8,4 = 11,8                         | 2 × enkel                              | VS, Italië, Duitsland                                  | Mount Graham Int.-obs., Arizona             | 2007                                   |
| Gran Telescopio Canarias (GTC) | 10,4                                   | gesegmenteerd                          | Spanje, Mexico, VS                                     | Obs. R. de los Muchachos, Can. Eil.         | 2006                                   |
| Southern African Large Telescope (SALT)                                                                                                 | 9,5                                    | gesegmenteerd                          | Zd.-Afrika, VS, VK, Duitsland, Polen, Nw.-Zeeland      | South African Astron. Obs., Zd.-Afrika      | 2005                                   |
| Hobby-Eberly-telescoop (HET) | 9,2                                    | gesegmenteerd                          | VS, Duitsland                                          | McDonald-observatorium, Texas               | 1997                                   |
| Subaru-telescoop (JNLT) | 8,3                                    | enkel                                  | Japan                                                  | Mauna Kea-observatorium, Hawaï              | 1999                                   |
| Gemini North | 8,1                                    | enkel                                  | VS, VK, Canada, Chili, Australië, Argentinië, Brazilië | Mauna Kea-observatorium, Hawaï              | 1999                                   |
| Gemini South | 8,1                                    | enkel                                  | VS, VK, Canada, Chili, Australië, Argentinië, Brazilië | Cerro Pachón, Chili                         | 2001                                   |
| Atacama-obs. v.d. Univ. van Tokio (TAO)                                                                                                 | 6,5                                    | enkel                                  | Japan                                                  | Cerro Chajnantor, Chili                     | 2011?                                  |
| Multiple/Magnum Mirror Telescope (MMT)                                                                                                  | 6,5                                    | enkel                                  | VS                                                     | Fred L. Whipple Obs., Arizona               | 1987, 2002                             |
| Magellan-1 (‘W. Baade’) en -2 (‘L. Clay’)                                                                                               | 6,5                                    | enkel                                  | VS                                                     | Las Campanas-observatorium, Chili           | 2000, 2002                             |
| Bolshoi Teleskop Alt-azimutalnyi (BTA-6)                                                                                                | 6                                      | enkel                                  | Rusland                                                | Zelentsjoekskaja, Karatsjaj-Tsjerk. (Rusl.) | 1976                                   |
| Large Zenith Telescope (LZT) | 6                                      | vloeibaar                              | Canada, Frankrijk                                      | M. Knapp Research Forest, Brits-Columbia    | 2003                                   |
| Haletelescoop | 5                                      | enkel                                  | VS                                                     | Palomar-observatorium, Californië           | 1948                                   |
| William Herschel-telescoop | 4,2                                    | enkel                                  | VK, Nederland, Spanje                                  | Obs. R. de los Muchachos, Can. Eil.         | 1987                                   |
| Southern Astrophys. Res. Telescope (SOAR)                                                                                               | 4,1                                    | enkel                                  | VS, Brazilië                                           | Cerro Pachón, Chili                         | 2002                                   |
| Niet opgenomen zijn telescopen die nog overwogen worden (zoals de Overwhelmingly Large Telescope (OWL), voorlopig opgeschort, zie ESO). |                                        |                                        |                                                        |                                             |                                        |